# 川越幼稚園
川越幼稚園（かわごえようちえん）は、埼玉県川越市にある私立幼稚園。学校法人えのもと学園が運営する。

## 概要
仙波小学校の校長を務めていた榎本中三郎により設立された。
当時、商業栄える川越で、幼児の子守りが小学生に委ねられているのを見かねた榎本は、自宅を開放し、フレーベル教育思想の下、幼児教育に携わるようになった。1900年（明治33年）には小学校を辞して幼児教育に専念、1903年（明治36年）に県の認可を得て川越幼稚園を設立した。当時の川越には、キリスト教の外国人牧師が運営する幼稚園が既にあったが、榎本の幼稚園はこれに続く川越第二の幼稚園であった。
小学校教諭であった榎本が設立したことから、川越幼稚園の保育課目は子どもの訓育を重視したものであった。また榎本は「日本人の教育は日本人で」と考えていたことから、日本の文化や伝統行事を伝えることを重視しており、以前は、園ではクリスマスに特別な行事を行っていなかった。現在では、クリスマス会を行っている
2005年1月には創立100周年を記念してリンゴの木が植樹された。園舎、運動場、アイリスホール、北園庭の他に、川越市石原町に自然園を有する。

## 沿革
- 1904年（明治37年）	初代園長 榎本中三郎により設立
- 1948年（昭和23年）	中原町(現北園庭)に移転
- 1976年（昭和51年）	自然園開設
- 1994年（平成6年）	アイリス庭開設(現園舎)
- 2004年（平成16年）	創立100周年
- 2022年（令和4年）	新園舎落成
- 2024年（令和6年）	創立120周年

## 最寄り駅
西武新宿線 本川越駅

## 対象年齢
満3歳から

## 預かり保育
あり

## 年間行事
- 4月（入園式、家庭訪問）
- 5月（親子遠足、お父さんと遊ぶ日）
- 6月（観劇会）
- 7月（七夕祭り、生活発表会、お泊まり会）
- 8月（夏休み、納涼会）
- 9月（創立記念日）
- 10月（園遊会、芋掘り）
- 11月（お母さんと遊ぶ日）
- 12月（お餅つき）
- 1月（まゆ玉祭り）
- 2月（節分、卒業旅行、力作展）
- 3月（進級式、卒園式）